# Ranunculus vvedenskyi
Ranunculus vvedenskyi är en ranunkelväxtart som beskrevs av P.N. Ovczinnikov. Ranunculus vvedenskyi ingår i släktet ranunkler, och familjen ranunkelväxter. Inga underarter finns listade i Catalogue of Life.